# Adélie Land
Adélie Land (Adelie Land) – pierwszy meteoryt znaleziony na terenie Antarktydy. Adélie Land jest meteorytem kamiennym należącym do chondrytów oliwinowo-hiperstenowych L5 o masie 1 kg. Został znaleziony 5 grudnia 1912 roku na Wybrzeżu Adeli przez Franka Bickertona.